# Natural Resources Defense Council
Le Natural Resources Defense Council (anglais : Conseil de défense des ressources naturelles, NRDC) est une organisation non gouvernementale américaine active dans le domaine de la protection de l'environnement. Fondé en 1970, l'organisme basé à New York regroupe 1,2 million de membres et emploie plus de 300 personnes dans ses bureaux de Washington, San Francisco, Los Angeles, Chicago et Pékin.

## Activités
Le NRDC exerce un lobby auprès du Congrès des États-Unis et des responsables politiques afin de promouvoir des politiques publiques respectueuses de la nature et du milieu bâti. Il s'oppose à l'étalement urbain, à la pollution, à la destruction des habitats naturels et fait la promotion de la lutte contre les changements climatiques et en faveur des énergies renouvelables. Il intervient aussi auprès de la Cour fédérale des États-Unis contre des entreprises et des organismes publics afin de faire respecter les lois fédérales américaines sur la qualité de l'air et de l'eau. L'organisme joue également un rôle de sensibilisation du public (notamment à travers des films, comme Terminal Impact en 2004) et participe à la recherche scientifique.